# Fujinomiya
Fujinomiya (japanisch 富士宮市, -shi) ist eine Stadt in der Präfektur Shizuoka in Japan.

## Geografie

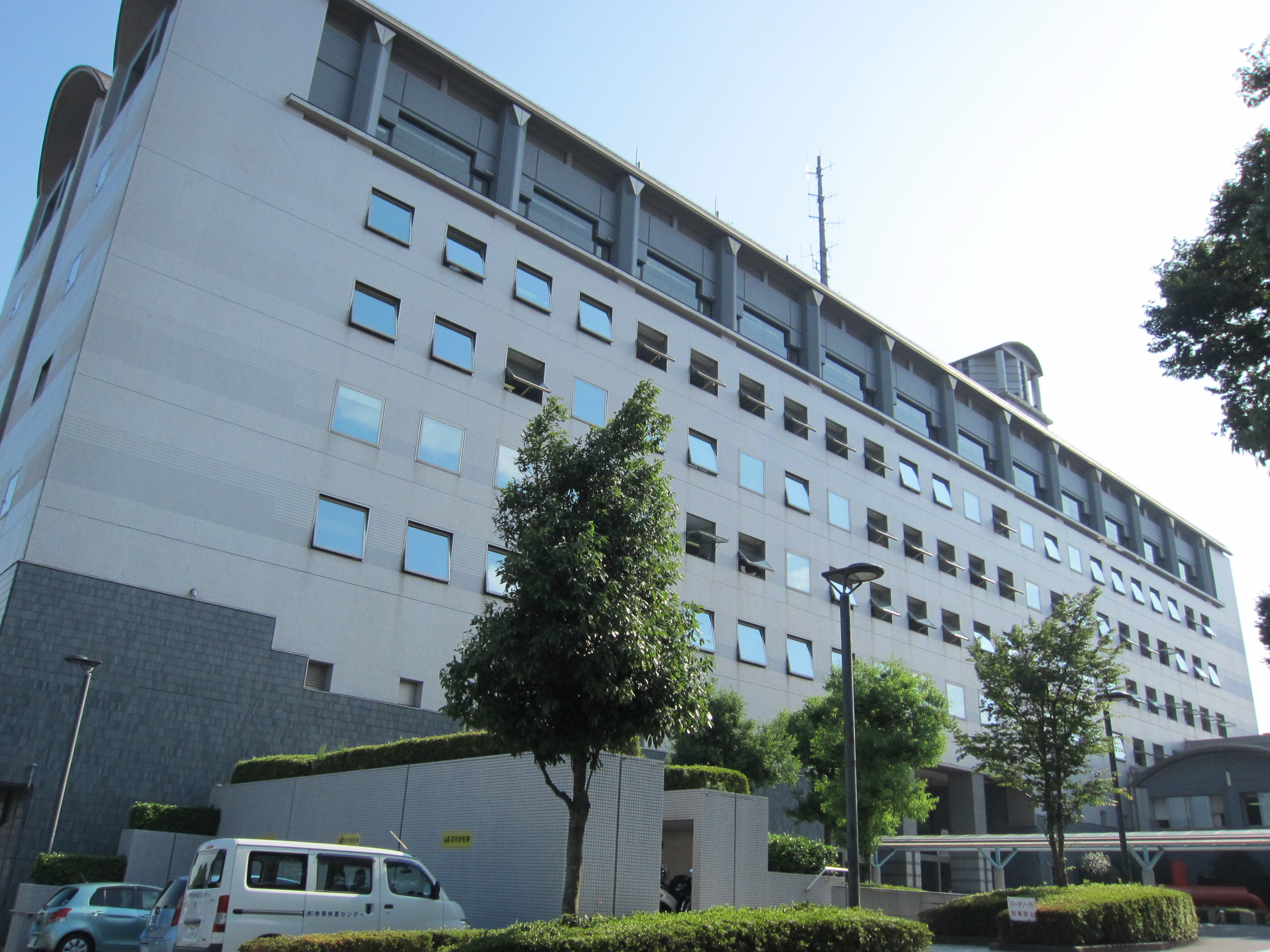
Rathaus von Fujinomiya

Fujinomiya liegt am südwestlichen Fuß des Fuji.

## Sehenswürdigkeiten
- Shiraito-Wasserfall
- Taiseki-ji
- Wakutama-See

## Verkehr
Schnell- und Regionalzüge von JR Central verkehren auf der Minobu-Linie von Fuji nach Kōfu und halten dabei unter anderem am Bahnhof Fujinomiya. Ebenso wird die Stadt durch die Nationalstraßen 139 und 469 erschlossen.

## Söhne und Töchter der Stadt
- Kōta Amano (* 1987), Fußballspieler
- Yasuhiro Hiraoka (* 1986), Fußballspieler
- Shinsuke Tayama (* 1982), Skeletonpilot
- Yutaka Yoshida (* 1990), Fußballspieler

## Städtepartnerschaften
- Shaoxing

## Angrenzende Städte und Gemeinden
- Präfektur Shizuoka
  - Oyama im Osten
  - Gotemba im Osten
  - Fuji im Osten und Süden
  - Shizuoka im Südwesten
- Präfektur Yamanashi
  - Nambu im Westen
  - Minobu im Nordwesten
  - Fujikawaguchiko im Norden
  - Narusawa im Nordosten
  - Fujiyoshida auf dem Gipfel des Fuji